# الصدر (نعمان)

تعديل مصدري - تعديل

الصدر هي إحدى قرى عزلة الرحبة بمديرية نعمان التابعة لمحافظة البيضاء، بلغ تعداد سكانها 246 نسمة حسب تعداد اليمن لعام 2004.